# Mönkebude
Mönkebude es un municipio situado en el distrito de Pomerania Occidental-Greifswald, en el estado federado de Mecklemburgo-Pomerania Occidental (Alemania), a una altitud de 3 metros. Su población a finales de 2016 era de 750 habs. y su densidad poblacional, 22 hab/km².
Se encuentra ubicado a la costa de la laguna de Szczecin.